# Mein (canción)
"'Mein'" es una canción de la banda estadounidense de metal alternativo Deftones, siendo el segundo sencillo del quinto álbum Saturday Night Wrist, y su undécimo sencillo en general. La canción contó con la voz de Serj Tankian de System of a Down. El sencillo fue lanzado el 13 de marzo de 2007. También es el último sencillo de la banda grabado con su bajista Chi Cheng antes de su grave accidente automovilístico al año siguiente y antes de su muerte en 2013.

## Antecedentes
En una entrevista posterior en Reddit, se le preguntó a Tankian cómo había surgido la colaboración, respondiendo: "Chino preguntó y yo agradecí. Todos hemos sido amigos y hemos estado de gira juntos durante muchos años".

## Video musical
Durante la semana del 20 de enero de 2007, la banda filmó un video musical de "Mein", que posteriormente se filtró a YouTube el 2 de marzo. Dirigido por Bernard Gourley, el video mostraba influencias de hip hop y breakdancers, mientras que la banda actuaba en la parte superior de una estructura de estacionamiento con el horizonte de Los Ángeles al fondo.